# قائمة الصحابة غير العرب
قائمة الصحابة غير العرب تشمل غير العرب من صحابة سيدنا محمد ﷺ، وكان لسيدنا محمد ﷺ صحابة كثيرون من العرب من قبائل مختلفة، وكان لديه ﷺ أيضًا العديد من الصحابة من غير العرب، من أعراق مختلفة، وكان بعض هؤلاء من غير العرب من أحب الناس وأخلصهم لسيدنا محمد ﷺ، مما يدل على عالمية رسالة الإسلام ودعوة سيدنا محمد ﷺ، قال تعالى:﴿وَمَا أَرْسَلْنَاكَ إِلَّا رَحْمَةً لِلْعَالَمِينَ ۝١٠٧﴾ [الأنبياء:107] .